# Passage Philippe-Auguste
Le passage Philippe-Auguste est une voie du 11e arrondissement de Paris, en France.

## Situation et accès
Le passage Philippe-Auguste est situé dans le 11e arrondissement de Paris. Il débute au 12, passage Turquetil et se termine au 35, avenue Philippe-Auguste.

## Origine du nom

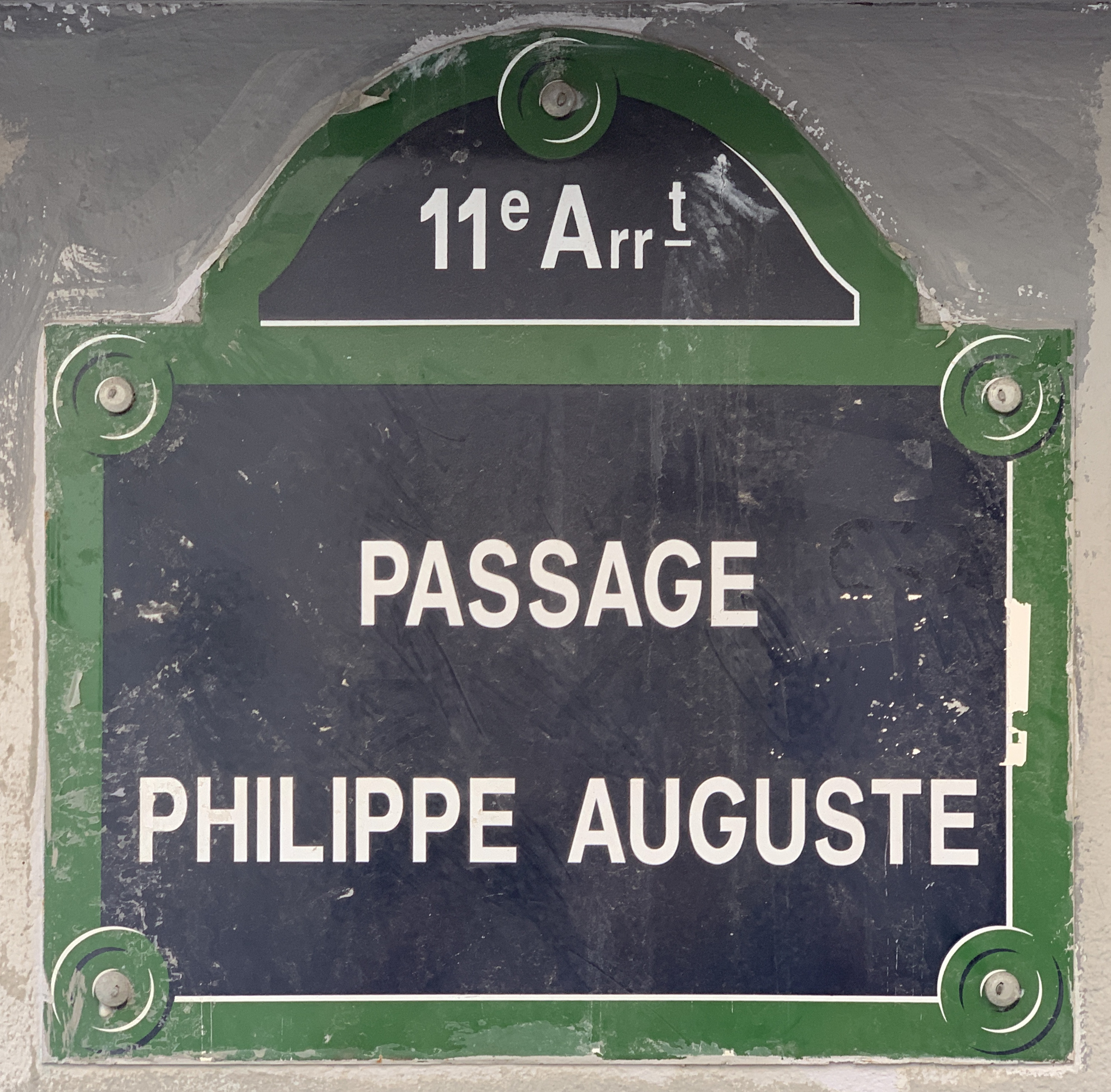
Plaque du passage.

Elle porte le nom du roi de France, Philippe Auguste, en raison de sa proximité avec l'avenue éponyme.

## Historique
Cette voie a été classée dans la voirie parisienne par arrêté du 25 mai 1962.